# كريم داهو
كريم داهو (15 مايو 1982 بأورانج (فوكلوز) في فرنسا - ) (بالفرنسية: Karim Dahou)‏ هو لاعب كرة قدم فرنسي في مركز الوسط. لعب مع أولمبيك مارسيليا ونادي لوريان ونيم أولمبيك.

## روابط خارجية
- كريم داهو على موقع رابطة كرة القدم الفرنسية للمحترفين (الإنجليزية)
- كريم داهو على موقع قاعدة بيانات كرة القدم.إي يو (الإنجليزية)